# Irische Legende
Irische Legende (título original en alemán; en español, Leyenda irlandesa) es una ópera en 5 escenas con música de Werner Egk y libreto del compositor basado en el drama de William Butler Yeats La condesa Cathleen (The Countess Kathleen, 1892). Se estrenó en Salzburgo, en el Kleines Festspielhaus, el 17 de agosto de 1955 con dirección de George Szell con Inge Borkh, Margarete Klose y Max Lorenz. Hubo una revisión en 1969-70. La versión en francés se estrenó en la Maison de la Radio por René Albert con Colette Herzog y Robert Massard.

## Argumento
En Irlanda, en un mundo futuro, los demonios encarnados en los depredadores como los tigres y las hienas deciden dominar la Tierra por el hambre y el miedo.